# Lee Greenwood
Melvin Lee Greenwood (27 de octubre de 1942 en Los Ángeles, California) es un cantante estadounidense de música country con una larga trayectoria artística desde 1962.
Uno de sus sencillos más conocidos es la canción patriótica God Bless the USA, la cual se hizo popular en 1984 tras la grabación y décadas también tras los atentados de 2001. Otros éxitos en su carrera son Somebody's Gonna Love You, Going, Going, Gone y Dixie Road entre otros.

## Biografía

### Primeros años
Greenwood nació en Los Ángeles y se crio en Sacramento, California junto a su madre y sus abuelos maternos tras el divorcio de sus progenitores. A los 7 años empezó a cantar en una iglesia. En 1969 se unió al grupo Chester Smith Band e hizo su primera aparición en televisión. Poco después empezaría a trabajar con Del Reeves.
En 1962 formó su primer grupo musical: The Apollos, banda que pasaría a llamarse Lee Greenwood Affair y a tocar en varios casinos de Las Vegas. Tras la disolución de la banda en los años 70, Greenwood se trasladó a Las Vegas donde compaginaba su trabajo de crupier con el de cantante por las noches.

### Carrera musical
Mientras actuaba en Reno, Nevada en 1979, atrajo la atención de Larry McFaden, bajista y compañero musical de Mel Tillis. Dos años después firmó un contrato con la discográfica MCA Records (tras adquirir las acciones de Paramount label) siendo McFaden su mánager.

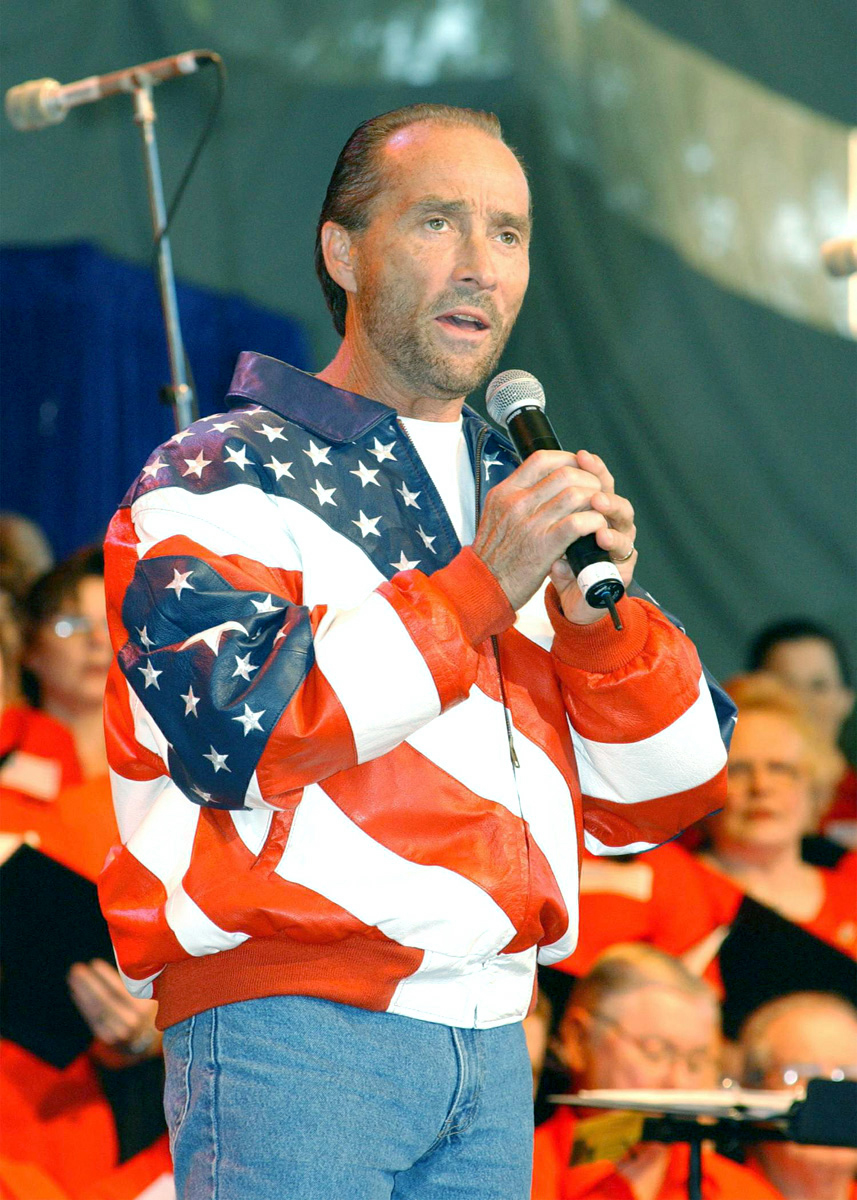

Su primer sencillo: It Turns Me Inside Out entró en el top 20 del chart de música country. En un principio Kenny Rogers iba a componer el sencillo, pero declinó la idea a causa del gran trabajo que tenía pendiente. Ring On Her Finger, Time On Her Hands le llevó al top 10.
A primeros de los años 80 compuso el tema por el que sería conocido: God Bless the USA. En 1995 sonó en el documental: America: A Call to Greatness de Warren Cheney. En cuanto a la popularidad, se hizo más notoria en momentos de la historia estadounidense como la Operación Tormenta del Desierto en 1991 y los atentados de 2001, de hecho, los ataques terroristas llevaron al sencillo a encabezar el top 20 de la lista de ventas. Desde entonces, la canción nunca ha faltado en los memoriales en recuerdo a las víctimas del terrorismo.

### Carrera teatral
En 1995, Greenwood se tomó un descanso para pasar más tiempo con su mujer y su hijo recién nacido. En su tiempo libre trabajó en la construcción de un teatro en Sevierville, Tennessee, el cual abrió las puertas en abril de 1996. La inauguración del teatro, el cual llevaba su nombre, le dio la oportunidad de actuar en el escenario. Tras el cierre, el recinto pasó a ser una iglesia.

### Vida personal
En lo personal, Greenwood tiene seis hijos: cuatro de su primer matrimonio y dos desde que contrajera matrimonio con la ex Miss Tennessee Kimberley Payne.